# 바닥 상태

에너지 준위가 원자 안의 전자를 위해 존재한다: 바닥 상태와 들뜬 상태. 에너지를 흡수한 후, 전자는 바닥 상태에서 더 높은 에너지의 들뜬 상태로 점프할 수 있다.

양자역학계의 바닥 상태(영어: ground state) 또는 기저 상태(基底狀態)는 에너지가 가장 낮은 정상 상태이다. 바닥 상태의 에너지는 계의 영점 에너지로 알려져 있다. 들뜬 상태는 바닥 상태보다 에너지가 큰 모든 상태이다. 양자장론에서는 바닥 상태를 일반적으로 진공이라고 부른다.
하나 이상의 바닥 상태가 존재할 경우, 이들은 축퇴되었다고 말한다. 많은 계가 축퇴된 바닥 상태를 가진다. 축퇴는 바닥 상태에 비자명하게 작용하고 계의 해밀토니언과 교환하는 유니터리 작용소가 존재할 때 발생한다.
열역학 제3법칙에 따르면, 절대 영도 온도에 있는 계는 바닥 상태에 존재한다. 따라서 그 엔트로피는 바닥 상태의 축퇴에 의해 결정된다. 완전한 결정 격자와 같은 많은 계는 유일한 바닥 상태를 가지므로 절대 영도에서 0의 엔트로피를 가진다. 음의 온도를 나타내는 계의 경우 가장 높은 들뜬 상태가 절대 영도 온도를 가질 수도 있다.

## 1차원에서의 마디 부재
1차원에서는 슈뢰딩거 방정식의 바닥 상태가 마디를 갖지 않음이 증명될 수 있다.

### 유도
x = 0에서 마디를 갖는 상태, 즉 ψ(0) = 0인 상태의 평균 에너지를 고려해보자. 이 상태에서의 평균 에너지는 다음과 같다.
{\displaystyle \langle \psi |H|\psi \rangle =\int dx\,\left(-{\frac {\hbar ^{2}}{2m}}\psi ^{*}{\frac {d^{2}\psi }{dx^{2}}}+V(x)|\psi (x)|^{2}\right),}
여기서 V(x)는 퍼텐셜이다.
부분 적분을 이용하면:
{\displaystyle \int _{a}^{b}\psi ^{*}{\frac {d^{2}\psi }{dx^{2}}}dx=\left[\psi ^{*}{\frac {d\psi }{dx}}\right]_{a}^{b}-\int _{a}^{b}{\frac {d\psi ^{*}}{dx}}{\frac {d\psi }{dx}}dx=\left[\psi ^{*}{\frac {d\psi }{dx}}\right]_{a}^{b}-\int _{a}^{b}\left|{\frac {d\psi }{dx}}\right|^{2}dx}
따라서 {\displaystyle \left[\psi ^{*}{\frac {d\psi }{dx}}\right]_{-\infty }^{\infty }=\lim _{b\to \infty }\psi ^{*}(b){\frac {d\psi }{dx}}(b)-\lim _{a\to -\infty }\psi ^{*}(a){\frac {d\psi }{dx}}(a)}가 0과 같을 경우 다음과 같이 얻어진다:
{\displaystyle -{\frac {\hbar ^{2}}{2m}}\int _{-\infty }^{\infty }\psi ^{*}{\frac {d^{2}\psi }{dx^{2}}}dx={\frac {\hbar ^{2}}{2m}}\int _{-\infty }^{\infty }\left|{\frac {d\psi }{dx}}\right|^{2}dx}
이제 {\displaystyle x=0} 주변의 작은 구간을 고려하자; 즉, {\displaystyle x\in [-\varepsilon ,\varepsilon ]}. 새로운 (변형된) 파동 함수 ψ'(x)를 {\displaystyle x<-\varepsilon }에 대해 {\displaystyle \psi '(x)=\psi (x)}로 정의하고; {\displaystyle x>\varepsilon }에 대해 {\displaystyle \psi '(x)=-\psi (x)}로 정의하며; {\displaystyle x\in [-\varepsilon ,\varepsilon ]}에 대해 상수로 정의한다. {\displaystyle \varepsilon }가 충분히 작으면, ψ'(x)가 연속이 되도록 항상 이 작업을 수행할 수 있다.
{\displaystyle x=0} 근처에서 {\displaystyle \psi (x)\approx -cx}라고 가정하면 다음과 같이 쓸 수 있다:
{\displaystyle \psi '(x)=N{\begin{cases}|\psi (x)|,&|x|>\varepsilon ,\\c\varepsilon ,&|x|\leq \varepsilon ,\end{cases}}}
여기서 {\displaystyle N={\frac {1}{\sqrt {1+{\frac {4}{3}}|c|^{2}\varepsilon ^{3}}}}}는 노름이다.
정규화 때문에 운동 에너지 밀도는 모든 곳에서 {\textstyle {\frac {\hbar ^{2}}{2m}}\left|{\frac {d\psi '}{dx}}\right|^{2}<{\frac {\hbar ^{2}}{2m}}\left|{\frac {d\psi }{dx}}\right|^{2}}를 만족한다. 더욱 중요하게는, ψ'로의 변형에 의해 평균 운동 에너지는 {\displaystyle O(\varepsilon )}만큼 낮아진다.
이제 위치 에너지를 고려해보자. 명확성을 위해 {\displaystyle V(x)\geq 0}을 선택하자. 그러면 구간 {\displaystyle x\in [-\varepsilon ,\varepsilon ]} 밖에서는 {\displaystyle |\psi '|<|\psi |}이므로 ψ'에 대해 위치 에너지 밀도가 더 작다는 것이 명백하다.
다른 한편으로, 구간 {\displaystyle x\in [-\varepsilon ,\varepsilon ]}에서는
{\displaystyle {V_{\text{avg}}^{\varepsilon }}'=\int _{-\varepsilon }^{\varepsilon }dx\,V(x)|\psi '|^{2}={\frac {\varepsilon ^{2}|c|^{2}}{1+{\frac {4}{3}}|c|^{2}\varepsilon ^{3}}}\int _{-\varepsilon }^{\varepsilon }dx\,V(x)\simeq 2\varepsilon ^{3}|c|^{2}V(0)+\cdots ,}
이것은 {\displaystyle \varepsilon ^{3}} 차수까지 성립한다.
그러나 마디를 가진 상태 ψ에 대해 이 영역에서 위치 에너지의 기여는 다음과 같다.
{\displaystyle V_{\text{avg}}^{\varepsilon }=\int _{-\varepsilon }^{\varepsilon }dx\,V(x)|\psi |^{2}=|c|^{2}\int _{-\varepsilon }^{\varepsilon }dx\,x^{2}V(x)\simeq {\frac {2}{3}}\varepsilon ^{3}|c|^{2}V(0)+\cdots ,}
더 낮지만, 변형된 상태 ψ'와 동일한 낮은 차수 {\displaystyle O(\varepsilon ^{3})}이며, 평균 운동 에너지의 감소에 비해 지배적이지 않다.
따라서, 마디를 가진 상태 {\displaystyle \psi }를 마디가 없는 상태 ψ'로 변형하더라도 위치 에너지는 {\displaystyle \varepsilon ^{2}} 차수까지 변하지 않으며, 이 변화는 무시할 수 있다.
그러므로 우리는 모든 마디를 제거하고 에너지를 {\displaystyle O(\varepsilon )}만큼 줄일 수 있는데, 이는 ψ'가 바닥 상태가 될 수 없음을 의미한다. 따라서 바닥 상태 파동 함수는 마디를 가질 수 없다. 이것으로 증명이 완료된다. (평균 에너지는 그 후 파동을 제거하여 변동 절대 최소값까지 더욱 낮출 수 있다.)

### 함의
바닥 상태는 마디를 가지지 않으므로 공간적으로 비축퇴적이다. 즉, 바닥 상태의 에너지 고유값({\displaystyle E_{g}}라고 하자)과 동일한 스핀 상태를 가지며 위치 공간 파동 함수에서만 차이가 나는 두 정상 양자 상태는 존재하지 않는다.
그 이유는 모순에 의한 증명으로 설명된다. 만약 바닥 상태가 축퇴되었다면 두 개의 정규직교 정상 상태 {\displaystyle \left|\psi _{1}\right\rangle }와 {\displaystyle \left|\psi _{2}\right\rangle }가 존재할 것이며(나중에 복소수 값 위치 공간 파동 함수 {\displaystyle \psi _{1}(x,t)=\psi _{1}(x,0)\cdot e^{-iE_{g}t/\hbar }}와 {\displaystyle \psi _{2}(x,t)=\psi _{2}(x,0)\cdot e^{-iE_{g}t/\hbar }}로 표현됨), 복소수 {\displaystyle c_{1},c_{2}}가 조건 {\displaystyle |c_{1}|^{2}+|c_{2}|^{2}=1}을 만족하는 어떠한 양자 중첩 {\displaystyle \left|\psi _{3}\right\rangle :=c_{1}\left|\psi _{1}\right\rangle +c_{2}\left|\psi _{2}\right\rangle }도 그러한 상태, 즉 동일한 에너지 고유값 {\displaystyle E_{g}}와 동일한 스핀 상태를 가질 것이다.
이제 {\displaystyle x_{0}}을 임의의 점(두 파동 함수가 정의된 곳)으로 하고 다음과 같이 설정한다.
{\displaystyle c_{1}={\frac {\psi _{2}(x_{0},0)}{a}}}
그리고
{\displaystyle c_{2}={\frac {-\psi _{1}(x_{0},0)}{a}}}
여기서
{\displaystyle a={\sqrt {|\psi _{1}(x_{0},0)|^{2}+|\psi _{2}(x_{0},0)|^{2}}}>0}
(가정에 따르면 마디 없음).
따라서 {\displaystyle \left|\psi _{3}\right\rangle }의 위치 공간 파동 함수는 다음과 같다.
{\displaystyle \psi _{3}(x,t)=c_{1}\psi _{1}(x,t)+c_{2}\psi _{2}(x,t)={\frac {1}{a}}\left(\psi _{2}(x_{0},0)\cdot \psi _{1}(x,0)-\psi _{1}(x_{0},0)\cdot \psi _{2}(x,0)\right)\cdot e^{-iE_{g}t/\hbar }.}
그러므로
{\displaystyle \psi _{3}(x_{0},t)={\frac {1}{a}}\left(\psi _{2}(x_{0},0)\cdot \psi _{1}(x_{0},0)-\psi _{1}(x_{0},0)\cdot \psi _{2}(x_{0},0)\right)\cdot e^{-iE_{g}t/\hbar }=0}
모든 {\displaystyle t}에 대해.
그러나 {\displaystyle \left\langle \psi _{3}|\psi _{3}\right\rangle =|c_{1}|^{2}+|c_{2}|^{2}=1}이다. 즉, {\displaystyle x_{0}}는 바닥 상태 파동 함수의 마디이며, 이는 이 파동 함수가 마디를 가질 수 없다는 전제와 모순된다.
바닥 상태는 {\displaystyle \left|\uparrow \right\rangle }과 {\displaystyle \left|\downarrow \right\rangle }와 같은 다른 스핀 상태 때문에 축퇴될 수 있지만, 동일한 위치 공간 파동 함수를 가질 수 있다. 이러한 상태들의 어떤 중첩도 혼합 스핀 상태를 생성하지만, 공간 부분(둘의 공통 인자로서)은 변하지 않는다.

## 예시

1차원 상자 속 입자의 첫 네 상태에 대한 초기 파동 함수

- 1차원 상자 속 입자의 바닥 상태의 파동 함수는 우물의 두 가장자리에서 0이 되는 반주기 사인파이다. 입자의 에너지는 {\textstyle {\frac {h^{2}n^{2}}{8mL^{2}}}}로 주어지는데, 여기서 h는 플랑크 상수, m은 입자의 질량, n은 에너지 상태(n = 1은 바닥 상태 에너지에 해당), L은 우물의 너비이다.
- 수소 원자의 바닥 상태 파동 함수는 원자핵을 중심으로 하는 구형 대칭 분포로, 중심에서 가장 크고 거리가 멀어질수록 지수적으로 감소한다. 전자는 보어 반지름과 같은 핵으로부터의 거리에서 발견될 확률이 가장 높다. 이 함수는 1s 원자 궤도로 알려져 있다. 수소(H)의 경우, 바닥 상태의 전자는 이온화 임계값에 비해 −13.6 eV의 에너지를 갖는다. 즉, 13.6 eV는 전자가 원자에 더 이상 속박되지 않기 위해 필요한 에너지 입력이다.
- 1997년부터 시간의 1초에 대한 정확한 정의는 0 K 온도에서 정지 상태에 있는 세슘-133 원자의 바닥 상태의 두 초미세 준위 간 전이에 해당하는 복사 주기의 9192631770회 지속 시간이다.[3]

## 내용주
1. 1 2  
예를 들어, Cohen, M. (1956). 〈Appendix A: Proof of non-degeneracy of the ground state〉 (PDF). 《The energy spectrum of the excitations in liquid helium》 (Ph.D.). California Institute of Technology.  Published as Feynman, R. P.; Cohen, Michael (1956). 《Energy Spectrum of the Excitations in Liquid Helium》 (PDF). 《Physical Review》 102. 1189쪽. Bibcode:1956PhRv..102.1189F. doi:10.1103/PhysRev.102.1189.
2. ↑  즉 {\displaystyle \left\langle \psi _{1}|\psi _{2}\right\rangle =\delta _{ij}}
3. ↑  “Unit of time (second)”. 《SI Brochure》. 국제 도량형국. 2013년 12월 22일에 확인함.

## 참고 문헌
- Feynman, Richard; Leighton, Robert; Sands, Matthew (1965). 〈see section 2-5 for energy levels, 19 for the hydrogen atom〉. 《The Feynman Lectures on Physics》 3.